# Harry Gondi

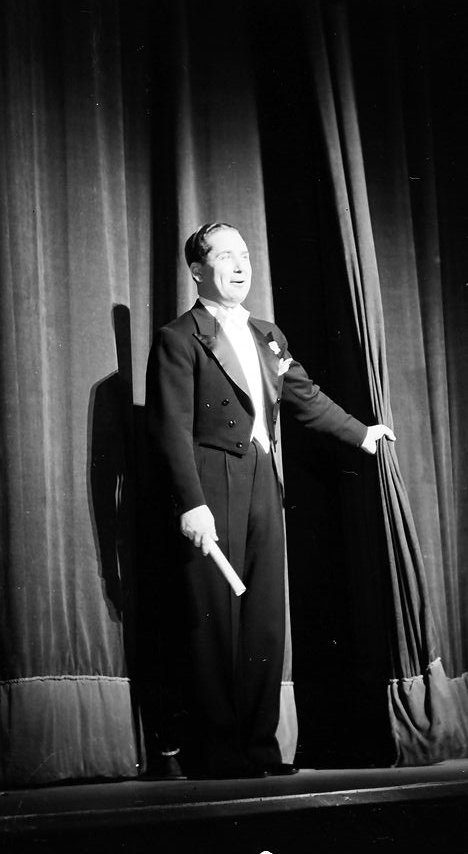
Harry Gondi im Kabarett der Komiker, 1938

Harry Gondi (* 16. Juli 1900 in Pyrmont; † 20. Oktober 1968 in Hamburg) war ein deutscher Schauspieler.

## Wirken

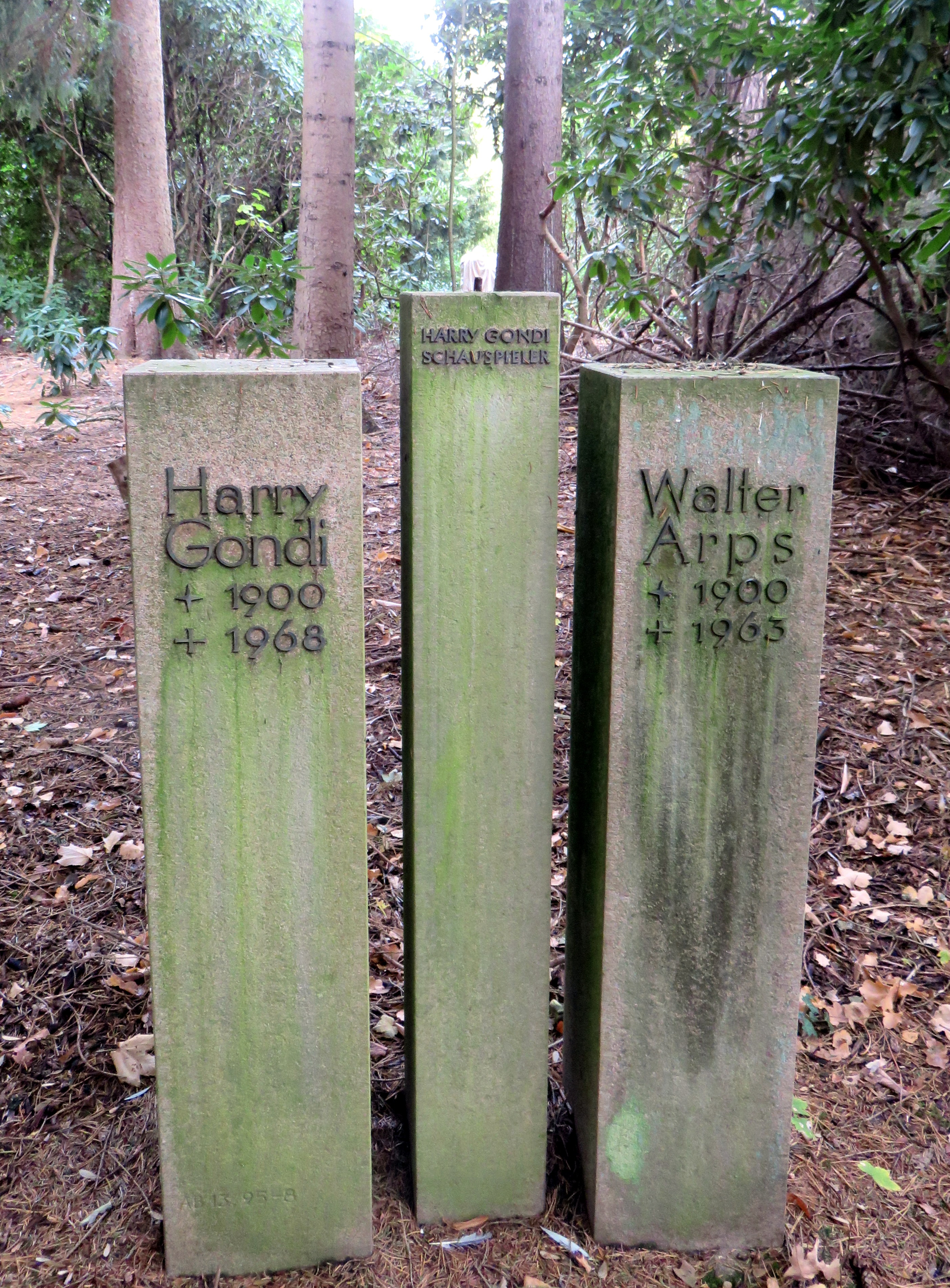
Grab für Harry Gondi auf dem Friedhof Ohlsdorf, Büste fehlt

Der Schauspieler Harry Gondi war als Theaterschauspieler tätig, als er bereits 1921 mit dem Film Die Fremde aus der Elstergasse sein Filmdebüt gab. Doch es dauerte bis 1927, ehe er regelmäßig vor der Kamera agierte. 
In den 1930er Jahren folgten weitere sporadische Filmauftritte, doch seine Aufmerksamkeit galt nach wie vor dem Theater.
Nach dem Zweiten Weltkrieg folgten seine letzten filmischen Arbeiten mit Sensation in San Remo (1951) und Ingrid – Die Geschichte eines Fotomodells 1954.
Harry Gondi wurde auf dem Ohlsdorfer Friedhof in Hamburg im Planquadrat AB 13 am Stillen Weg südwestlich vom Nordteich beigesetzt.

## Filmografie
- 1921: Die Fremde aus der Elstergasse
- 1927: Eheferien
- 1927: Der Feldmarschall
- 1927: Stolzenfels am Rhein
- 1928: Der Biberpelz
- 1928: Was ist los mit Nanette?
- 1928: Das deutsche Lied
- 1928: Ein Lieb, ein Dieb, ein Warenhaus
- 1928: Ein Mädel mit Temperament
- 1933: Heimkehr ins Glück
- 1934: Die beiden Seehunde
- 1938: Eine Nacht im Mai
- 1938: Frauen für Golden Hill
- 1938: Musketier Meier III
- 1939: Robert und Bertram
- 1951: Sensation in San Remo
- 1955: Ingrid – Die Geschichte eines Fotomodells